# 대한민국 민사소송법 제253조
대한민국 민사소송법 제253조는 소의 객관적 병합에 대한 민사소송법조문이다.

## 조문
제253조(소의 객관적 병합) 여러 개의 청구는 같은 종류의 소송절차에 따르는 경우에만 하나의 소로 제기할 수 있다.